# Universität Chungnam

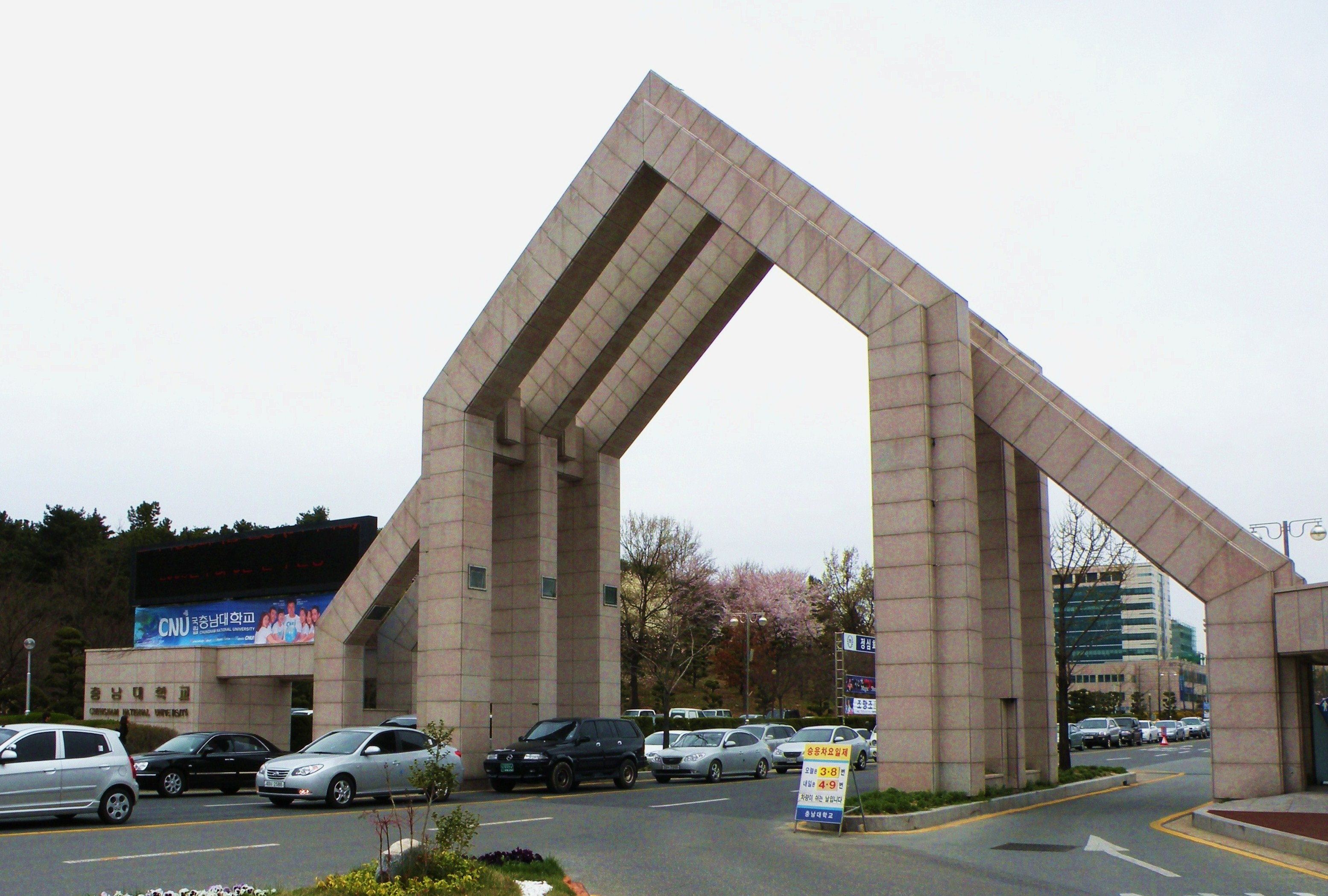
Haupteingang zum Daedeok-Campus

Die Universität Chungnam (Englisch: Chungnam National University, kurz: CNU) ist eine staatliche Universität in Südkorea. Der Hauptcampus liegt in Gung-dong (westlich vom KAIST), Yuseong-gu, Daejeon.
Der Name Chungnam (충남) ist die Kurzform von Chungcheongnam-do (충청 남도).

## Geschichte
Die Universität wurde im Mai 1952 als provinziale Universität gegründet (mit drei Colleges (Fakultäten): Liberal Arts, Agrarwissenschaft und Ingenieurwissenschaften). Im März 1962 wurde sie mit der Universität Chungbuk zur staatlichen Universität Chungcheong zusammengelegt. Im März 1963 wurde sie aber in zwei staatliche Universitäten wieder geteilt.
1978 wurde der heutige Daedeok-Campus eröffnet, und die Colleges zogen in den Campus mit den Jahren um. 1984 wurde das neue Universitätsklinikum im Bowun-Campus gebaut, und im nächsten Jahr zog das medizinische College auch nach Bowun.

## Colleges (Fakultäten)
- Daedeok-Campus (in Yuseong-gu, Daejeon. 36° 22′ 7,8″ N, 127° 20′ 45,3″ OKoordinaten: 36° 22′ 7,8″ N, 127° 20′ 45,3″ O):
  - College für Geisteswissenschaften
  - College für Sozialwissenschaften
  - College für Naturwissenschaften
  - College für Wirtschaftswissenschaften
  - College für Ingenieurwissenschaften
  - College für Agrar- und Biowissenschaft
  - College für Rechtswissenschaft (seit 2009 Law School)
  - College für Pharmazie
  - College für Humanökologie (1987–2000: Hauswirtschaft)
  - College für Künste
  - College für Veterinärmedizin
  - College für Pädagogik
  - College für Biowissenschaften und Biotechnologie

- Bowun-Campus (in Jung-gu, Daejeon. 36° 18′ 59,6″ N, 127° 24′ 50″ O):
  - College für Medizin
  - College für Pflegewissenschaft

## Graduate Schools
- Graduate School
- Specialized Graduate Schools
  - Graduate School of Business Administration
  - Graduate School of Education
  - Graduate School of Public Administration
  - Graduate School of Public Health
  - Graduate School of Industry
  - Graduate School of Intellectual Property Law
  - Graduate School of Peace and Security Studies
  - Graduate School of National Public Policy
- Professional Graduate Schools
  - Law School
  - Medical School
  - Graduate School of Analytical Science and Technology
  - Graduate School of Green Energy Technology
  - Graduate School of Drug Development and Discovery